# Vladimir Šujster
Vladimir Šujster (Zágráb, 1972. május 26. –) olimpiai bajnok horvát válogatott kézilabdázó.

## Pályafutása

### Klubcsapatokban
Vladimir Šujster 1980-ban kezdte pályafutását az RK Rudar csapatában. 1988-ban mutatkozott be a felnőttek között. 1993-ban a Medveščak Zagreb, majd két szezont követően a Karlovačka Pivovara játékosa lett. 1996-ban szerződtette az RK Zagreb, amely csapattal horvát bajnoki címet és kupagyőzelmet szerzett. 1997-ben és 1998-ban bejutott a zágrábiakkal a Bajnokok Ligája döntőjébe, de mindkétszer elvesztették azt. 1997 nyarától két idényt az RK Zametben töltött, majd visszatért a Rudarhoz ahol 2008-ban befejezte pályafutását.

### A válogatottban
Tagja volt az 1996-os olimpián aranyérmet szerző horvát válogatottnak. Részt vett az 1998-as olaszországi világbajnokságon.

## Sikerei, díjai
RK Zagreb
- Horvát bajnok (1): 1996-97
- Horvát kupagyőztes (1): 1997

Egyéni elismerés
- Franjo Bučar Állami Sportdíj - 1996
- Szamobor városának Életmű-díja - 2007